# Liste der Kellergassen in Höflein (Niederösterreich)
Die Liste der Kellergassen in Höflein führt die Kellergassen in der niederösterreichischen Gemeinde Höflein an.
Der Höfleiner Weinlehrpfad führt durch einige der Kellergassen.
| Foto |                 | Kellergasse                   | Standort             | Beschreibung |
| ---- | --------------- | ----------------------------- | -------------------- | --- |
| BW   | Datei hochladen | Beim Satzlweg                 | KG: Höflein Standort | Die einseitige Einzelkellergasse liegt an einer Geländekante südlich außerhalb des Orts. Sie erstreckt sich über 150 Meter Länge und besteht aus elf Gebäuden. Die älteste Datierung ist von 1737. |
| ja   | Datei hochladen | Gugl, Brucker Straße          | KG: Höflein Standort | Die beidseitige Einzelkellergasse liegt am südöstlichen Ortsrand an einer Geländekante und in einem Graben. Sie erstreckt sich über 500 Meter Länge und besteht aus 66 Gebäuden, mehrheitlich in Schildmauerform. Die älteste Datierung ist von 1747.                                                          |
| BW   | Datei hochladen | Hintaus (Weinbergweg)         | KG: Höflein Standort | Die einseitige Einzelkellergasse liegt im südwestlichen Hintaus. Sie erstreckt sich über 200 Meter Länge und besteht aus neun Gebäuden, die Mehrheit giebelständig. |
| ja   | Datei hochladen | Hoher Weg                     | KG: Höflein Standort | Die einseitige Einzelkellergasse liegt in der Ebene südlich außerhalb des Orts. Sie erstreckt sich über 900 Meter Länge und besteht aus 45 Gebäuden, die Mehrheit giebelständig. Die älteste Datierung ist von 1643. In dieser Kellergasse befindet sich ein schilfgedecktes Presshaus sowie zwei Schaukeller. |
| ja   | Datei hochladen | Hutweide (Untere Kellergasse) | KG: Höflein Standort | Die einseitige Einzelkellergasse liegt an einer Geländekante am südöstlichen Ortsrand. Sie erstreckt sich über 400 Meter Länge und besteht aus 35 Gebäuden, mehr als die Hälfte davon erneuerungsbedürftig oder verfallen. Die älteste Datierung ist von 1836.                                                 |
| ja   | Datei hochladen | Spillern                      | KG: Höflein Standort | Das beidseitige Kellergassensystem liegt am südlichen Ortsrand und im Hintaus an einer Geländekante und in einem Graben. Es erstreckt sich über 450 Meter Länge und besteht aus 54 Gebäuden unterschiedlicher Bauformen. Die älteste Datierung ist von 1801.                                                   |

| Foto:                    | Fotografie der Kellergasse (Gesamtheit). Klicken des Fotos erzeugt eine vergrößerte Ansicht. Daneben finden sich zwei Symbole: \| Weitere Bilder vorhanden \| Das Symbol bedeutet, dass weitere Fotos des Objekts verfügbar sind. Durch Klicken des Symbols werden sie angezeigt. \| \| Eigenes Foto hochladen \| Durch Klicken des Symbols können weitere Fotos des Objekts in das Medienarchiv Wikimedia Commons hochgeladen werden. \| |
| Name:                    | Bezeichnung der Kellergasse |
| Standort:                | Es ist die Katastralgemeinde (KG) angegeben. Durch Aufruf des Links Standort wird die Lage der Kellergasse in verschiedenen Kartenprojekten angezeigt. |
| Beschreibung             | Kurze Beschreibung der Kellergasse |
| Weitere Bilder vorhanden | Das Symbol bedeutet, dass weitere Fotos des Objekts verfügbar sind. Durch Klicken des Symbols werden sie angezeigt. |
| Eigenes Foto hochladen   | Durch Klicken des Symbols können weitere Fotos des Objekts in das Medienarchiv Wikimedia Commons hochgeladen werden. |